# Emma Weber
Emma Weber (Denver, 13 de janeiro de 2004) é uma nadadora estadunidense.

## Início da vida
Weber nasceu em Denver, Colorado, filha de Kurt e Deidre Weber. Weber frequentou a Regis Jesuit, onde foi treinada por Nick Frasersmith, que já havia treinado os nadadores olímpicos Missy Franklin e Clark Smith. Em uma entrevista ao The Denver Post, Weber citou 'Missy' como uma inspiração inicial para ela, e frequentemente visualizou ir às Olimpíadas como ela. Weber se formou na Regis Jesuit em 2022.

## Carreira
Weber atualmente compete pela divisão um da NCAA, University of Virginia Cavaliers Swim & Dive sob o comando do técnico Tedd Desorbo. Weber é um júnior em 2025 e está atualmente matriculado na Faculdade de Artes e Ciências da UVA.
Weber foi membro da equipe de natação olímpica dos EUA em 2024, ganhando notavelmente o ouro no revezamento medley 4 x 100 metros feminino dos EUA e o 23º lugar no nado peito feminino de 100 metros. Ela também competiu nos Jogos Pan-Americanos de 2023, onde ganhou uma medalha de prata para os Estados Unidos.